# Памятник Индире Ганди (Москва)
Памятник Индире Ганди установлен в Москве на площади Индиры Ганди в Раменках.

## История
В 1980-х гг. индийский политический деятель Индира Ганди была очень популярна в СССР, и ей даже присвоили звание почётного профессора МГУ. А в 1987 году ей был установлен памятник на одноимённой площади на пересечении Ломоносовского и Мичуринского проспектов.
По случаю торжественного открытия памятника 3 июля 1987 года был организован митинг. Открывали памятник генеральный секретарь ЦК КПСС М. С. Горбачёв и премьер-министр Индии Р. Ганди. На церемонии также присутствовали председатель Совета министров СССР Н. И. Рыжков, министр иностранных дел СССР Э. А. Шеварднадзе, первый секретарь МГК КПСС Б. Н. Ельцин, секретарь ЦК КПСС А. Ф. Добрынин и другие советские и индийские официальные лица. После того как М. С. Горбачёв и Р. Ганди перерезали алую ленту, с памятника спало покрывало и прозвучали государственные гимны Индии и Советского Союза. К подножию памятника были возложены корзины с цветами.
Автором памятника выступили скульптор О. К. Комов и архитекторы В. А. Нестеров и Н. И. Комова. Работая над памятником, скульптор О. К. Комов изучал фото- и видеоматериалы и другие документы об Индире Ганди. Скульптора консультировал Р. Ганди, который, в частности, подсказал ему жест с поднятой в верх правой рукой, которым по традиции встречают друзей.
Авторы изобразили индийского политика в виде фигуры с поднятой правой рукой, одетой в традиционную сари и установленной на скромном постаменте из гранита. Надпись на постаменте в простой табличке гласит:
Индире 
Ганди
На установленной неподалёку гранитной плите сообщается краткая информация об Индире Ганди и авторах памятника.
Скульптор Ю. Г. Орехов положительно оценивал памятник:
Среди достоинств памятника хочется отметить его гражданственность, он исполнен на языке, близком и понятном народу, хорошо вписался в окружающую среду города.